# Mississauga
Mississauga város a kanadai Ontario tartományban. Az Ontario-tó partján, Peel regionális önkormányzatában található, keleten Toronto-val határos. Mississauga a 2016-os népszámláláskor 721 599 lakosával Kanada hatodik legnépesebb önkormányzata, Ontarioban a harmadik és a Nagy-Toronto térségében a második.
Mississauga növekedése Torontó közelségének tulajdonítható. A 20. század második felében a város multikulturális lakosságot vonzott, és virágzó központi üzleti negyedet épített ki. Mississauga nem hagyományos város, ehelyett egy sor olyan falu és falucska összevonása, amelyek jelentős népesedési központok voltak, és egyikük sem volt egyértelműen domináns, a város későbbi egyesülése előtt. egyetlen városi területre.
Malton, a város északkeleti szegletében található a Toronto Pearson Nemzetközi Repülőtér, Kanada legforgalmasabb repülőtere, valamint számos kanadai és multinacionális vállalat központja.
A Lester B. Pearson Nemzetközi Repülőtér (YYZ), amelyet a Nagy-Torontói Repülőtéri Hatóság üzemeltet a város északkeleti részén, Kanada legnagyobb és legforgalmasabb repülőtere. 2015-ben 41 036 847 utast és 443 958 repülőgép-mozgást végzett. Ez egy jelentős észak-amerikai átjáró, amely több nemzetközi utast szállít, mint bármely észak-amerikai repülőtér, kivéve a John F. Kennedy nemzetközi repülőteret. A Pearson az Air Canada fő központja, valamint a WestJet utasszállító légitársaság és a FedEx Express teherszállító légitársaság központja. Több mint 75 légitársaság szolgálja ki, több mint 180 célállomással.

## Népesség
A település népességének változása:
| Lakosok száma | 713 443 | 721 599 | 717 961 |
|               | 2011    | 2016    | 2021    |